# Santa Tereza do Tocantins
Santa Tereza do Tocantins är en kommun i Brasilien.   Den ligger i delstaten Tocantins, i den centrala delen av landet, 600 km norr om huvudstaden Brasília. Antalet invånare är 2 523.
Omgivningarna runt Santa Tereza do Tocantins är huvudsakligen savann. Runt Santa Tereza do Tocantins är det mycket glesbefolkat, med 4 invånare per kvadratkilometer.